# توماس باكمان
توماس باكمان (بالسويدية: Tomas Backman)‏ هو لاعب كرة قدم سويدي، ولد في 16 يونيو 1980. لعب مع نادي أوسترس ونادي يورغوردينس.

## وصلات خارجية
- توماس باكمان على موقع قاعدة بيانات كرة القدم.إي يو (الإنجليزية)
- توماس باكمان على موقع عالم كرة القدم.نت (الإنجليزية)